# Abagrotis alternatella
Abagrotis alternatella är en fjärilsart som beskrevs av Embrik Strand 1921. Abagrotis alternatella ingår i släktet Abagrotis och familjen nattflyn. Inga underarter finns listade i Catalogue of Life.